# Judo na Letních olympijských hrách 2016 – ženy – superlehká váha
Zápasy v judu na Letních olympijských hrách v Riu v kategorii superlehkých vah žen proběhly v hale Carioca Arena 2 v přilehlé části Ria de Janeira v Barra da Tijuca 6. srpna 2016.

## Finále
| finále         |                |
| -------------- | -------------- |
| Čong Po-kjong  | Paula Paretová |
| Paula Paretová | Paula Paretová |

## Opravy / O bronz
Poražení čtvrtfinalisté se utkávají mezi sebou v opravách. Vítězové oprav následně vyzvou poražené semifinalisty v boji o bronzovou medaili.
| opravy                  | o bronz                 |                         |
| ----------------------- | ----------------------- | ----------------------- |
| Mönchbatyn Uranceceg    | Mönchbatyn Uranceceg    | Ami Kondóová            |
| Sarah Menezesová        | Mönchbatyn Uranceceg    | Ami Kondóová            |
|                         | Ami Kondóová            | Ami Kondóová            |
| Éva Csernoviczká        | Galbadrachyn Otgonceceg | Galbadrachyn Otgonceceg |
| Galbadrachyn Otgonceceg | Galbadrachyn Otgonceceg | Galbadrachyn Otgonceceg |
|                         | Dayaris Mestreová       | Galbadrachyn Otgonceceg |

## Pavouk
|   | 1/32                       | 1/16                    | čtvrtfinále             | semifinále        | finále         |
| - | -------------------------- | ----------------------- | ----------------------- | ----------------- | -------------- |
| A | volný los                  | Mönchbatyn Uranceceg    | Mönchbatyn Uranceceg    | Čong Po-kjong     | Čong Po-kjong  |
| A | volný los                  | Mönchbatyn Uranceceg    | Mönchbatyn Uranceceg    | Čong Po-kjong     | Čong Po-kjong  |
| A | Chloe Raynerová            | Laëtitia Payetová       | Mönchbatyn Uranceceg    | Čong Po-kjong     | Čong Po-kjong  |
| A | Laëtitia Payetová          | Laëtitia Payetová       | Mönchbatyn Uranceceg    | Čong Po-kjong     | Čong Po-kjong  |
| A | volný los                  | Čong Po-kjong           | Čong Po-kjong           | Čong Po-kjong     | Čong Po-kjong  |
| A | volný los                  | Čong Po-kjong           | Čong Po-kjong           | Čong Po-kjong     | Čong Po-kjong  |
| A | Valentina Moscattová       | Văn Ngọc Tú             | Čong Po-kjong           | Čong Po-kjong     | Čong Po-kjong  |
| A | Văn Ngọc Tú                | Văn Ngọc Tú             | Čong Po-kjong           | Čong Po-kjong     | Čong Po-kjong  |
| B | volný los                  | Sarah Menezesová        | Sarah Menezesová        | Dayaris Mestreová | Čong Po-kjong  |
| B | volný los                  | Sarah Menezesová        | Sarah Menezesová        | Dayaris Mestreová | Čong Po-kjong  |
| B | Monica Ungureanuová        | Charline Van Snicková   | Sarah Menezesová        | Dayaris Mestreová | Čong Po-kjong  |
| B | Charline Van Snicková      | Charline Van Snicková   | Sarah Menezesová        | Dayaris Mestreová | Čong Po-kjong  |
| B | volný los                  | Julia Figueroaová       | Dayaris Mestreová       | Dayaris Mestreová | Čong Po-kjong  |
| B | volný los                  | Julia Figueroaová       | Dayaris Mestreová       | Dayaris Mestreová | Čong Po-kjong  |
| B | Asaramanitra Ratiarisonová | Dayaris Mestreová       | Dayaris Mestreová       | Dayaris Mestreová | Čong Po-kjong  |
| B | Dayaris Mestreová          | Dayaris Mestreová       | Dayaris Mestreová       | Dayaris Mestreová | Čong Po-kjong  |
| C | volný los                  | Paula Paretová          | Paula Paretová          | Paula Paretová    | Paula Paretová |
| C | volný los                  | Paula Paretová          | Paula Paretová          | Paula Paretová    | Paula Paretová |
| C | Irina Dolgovová            | Irina Dolgovová         | Paula Paretová          | Paula Paretová    | Paula Paretová |
| C | Kim Sol-mi                 | Irina Dolgovová         | Paula Paretová          | Paula Paretová    | Paula Paretová |
| C | volný los                  | Éva Csernoviczká        | Éva Csernoviczká        | Paula Paretová    | Paula Paretová |
| C | volný los                  | Éva Csernoviczká        | Éva Csernoviczká        | Paula Paretová    | Paula Paretová |
| C | Maryna Čerňaková           | Maryna Čerňaková        | Éva Csernoviczká        | Paula Paretová    | Paula Paretová |
| C | Šira Rišonyová             | Maryna Čerňaková        | Éva Csernoviczká        | Paula Paretová    | Paula Paretová |
| D | volný los                  | Ami Kondóová            | Ami Kondóová            | Ami Kondóová      | Paula Paretová |
| D | volný los                  | Ami Kondóová            | Ami Kondóová            | Ami Kondóová      | Paula Paretová |
| D | Edna Carrillová            | Edna Carrillová         | Ami Kondóová            | Ami Kondóová      | Paula Paretová |
| D | Dilara Lokmanhekimová      | Edna Carrillová         | Ami Kondóová            | Ami Kondóová      | Paula Paretová |
| D | volný los                  | Galbadrachyn Otgonceceg | Galbadrachyn Otgonceceg | Ami Kondóová      | Paula Paretová |
| D | volný los                  | Galbadrachyn Otgonceceg | Galbadrachyn Otgonceceg | Ami Kondóová      | Paula Paretová |
| D | volný los                  | Taciana Limaová         | Galbadrachyn Otgonceceg | Ami Kondóová      | Paula Paretová |
| D | volný los                  | Taciana Limaová         | Galbadrachyn Otgonceceg | Ami Kondóová      | Paula Paretová |